# トンガ国立準備銀行
トンガ国立準備銀行（トンガこくりつじゅんびぎんこう、英語: National Reserve Bank of Tonga、NRBT）はトンガの中央銀行。国内外の通貨の供給量を調整することにより、同国の金融安定と経済発展を促進することに責任を持つ。トンガ財務省に対して銀行および金融問題の助言を行い、トンガ政府の主要な銀行および財務代理人として活動し、金融機関の認可・監督責任をも負う。
トンガ国立準備銀行は金融サービスへの取り込み（金融包摂、financial inclusion）に積極的であり、フィナンシャル・インクルージョン連盟（Alliance for Financial Inclusion、AFI）の会員になっている。
また、トンガ国立準備銀行ビル内の5階には在トンガ日本国大使館が入居している。